# Fodor Katalin (labdarúgó)
Fodor Katalin (1966. április 26. –) válogatott labdarúgó, csatár.

## Pályafutása

### A válogatottban
1987 és 1991 között négy alkalommal szerepelt a válogatottban.

## Sikerei, díjai
- Német bajnokság
  - 3.: 1992–93
- Német kupa
  - döntős: 1993

## Statisztika

### Mérkőzései a válogatottban
| Magyarország | Magyarország         | Magyarország        | Magyarország | Magyarország | Magyarország | Magyarország | Magyarország | Magyarország |
| #            | Dátum                | Helyszín            | Hazai        | Eredmény     | Vendég       | Kiírás       | Gólok        | Esemény      |
| ------------ | -------------------- | ------------------- | ------------ | ------------ | ------------ | ------------ | ------------ | ------------ |
| 1.           | 1987. szeptember 26. | Szófia              | Bulgária     | 0 – 0        | Magyarország | barátságos   | -            | becserélve   |
| 2.           | 1987. október 7.     | Budapest, Hévízi út | Magyarország | 0 – 1        | NSZK         | Eb-selejtező | -            | 70'          |
| 3.           | 1987. november 7.    | Tapolca             | Magyarország | 4 – 0        | Bulgária     | barátságos   | -            | 70'          |
| 4.           | 1991. szeptember 14. | Gyula               | Magyarország | 3 – 1        | Jugoszlávia  | barátságos   | -            | lecserélve   |
|              | Összesen             |                     |              | 4            | mérkőzés     |              | 0            | gól          |